# Kościół św. Pawła w Lipsku
Kościół uniwersytecki św. Pawła - Aula Paulinum – świątynia ewangelicka i aula Uniwersytetu Lipskiego, mieszcząca się w centrum miasta przy Augustusplatz. Powstała w miejscu dawnego kościoła uniwersyteckiego, wysadzonego przez władze NRD 30 maja 1968 roku.

## Historia

### Kościół klasztorny zakonu Dominikanów
Po osadzeniu zakonu Dominikanów w Lipsku, rozpoczęła się w roku 1231 budowa kościoła klasztornego wewnątrz obrysu ówczesnych murów miejskich, w pobliżu bramy wiodącej w kierunku Grimmy. Kościół został poświęcony w 1240 roku.
Założenie budowy, kościół trójnawowy z jednonawowym chórem, było typowe dla zakonów żebrzących w XIII wieku.
Do wieku XVIII dokonano wiele prze- i dobudów w stylu gotyckim, renesansu i barokowym.
Powstały w ten sposób obiekt wrósł od tego czasu w obraz miasta Lipsk.

### Kościół uniwersytecki
Od czasu utworzenia Uniwersytetu w Lipsku w roku 1409, historia kościoła jest ściśle związana z uniwersytetem.
Przez stulecia kościół był głównym miejscem pochówku zasłużonych członków uczelni, których wymogi reprezentacyjne wyrażały w postaci bogatych artystycznie epitafiów Pośród pochowanym w tym miejscu jest prawnik Johann Christoph Marci oraz historyk i filolog Christian Friedrich Franckenstein.

## Odbudowa kościoła uniwersyteckiego
Dla upamiętnienia zniszczenia kościoła św. Pawła artysta Axel Guhlmann zbudował w 1998 wzdłuż ściany głównego budynku uniwersyteckiego tzw. Installation Paulinerkirche – 34-metrową stalową konstrukcję oddającą zarys dawnej kościelnej budowli w skali 1:1.
Z okazji zbliżającej się 600. rocznicy powstania lipskiego uniwersytetu padła pod koniec lat 90. propozycja nowego ukształtowania terenu, na którym niegdyś znajdowało się Paulinum (aula i kościół uniwersytecki św. Pawła). Kierownictwo uczelni postanowiło wybudować na miejscu byłego kościoła nowoczesną aulę. Pomysł odbudowy wsparła inicjatywa społeczna, zainteresowanie wyraziło też stowarzyszenie Paulinerverein. Po kilku latach dyskusji saksoński parlament krajowy zaproponował kompromis, żeby przede wszystkim oczyścić teren a wyburzane zabudowania zrekompensować uniwersytetowi innym terenem. Doprowadziło to w 2003 do dymisji rektora uniwersytetu, Volkera Bigla (który chciał w tym miejscu wybudować kampus) i wszystkich prorektorów.
W 2004 w drugim rozpisanym konkursie na projekt nowego Paulinum wygrał projekt architekta z Rotterdamu, Ericka van Egeraata, który zaproponował budynek o nowoczesnej architekturze, aczkolwiek nawiązujący do dawnego kościoła św. Pawła.
Przyszłe Paulinum miało, jako budowla uniwersytecka, zawierać pod jednym dachem instytut naukowy, aulę a także salę do nabożeństw. Aula i sala do nabożeństw miały poza tym służyć jako sale wystawowe. W nawiązaniu do kościoła, w którym niegdyś sprawowane były uniwersyteckie nabożeństwa, nowa sala do nabożeństw otrzymać miała miano "Universitätskirche St. Pauli" (pol. Kościół uniwersytecki św. Pawła).
Kontrowersje wywołał przy tym fakt, iż aula i sala do nabożeństw miały być od siebie oddzielone. Przeciwnicy skrytykowali mający powstać przezroczysty budynek jako symbol fałszywie rozumianego rozdziału nauki od religii i obawiali się, że wpłynie to negatywnie na akustykę gmachu. Dodatkowe spory wywołało to, które elementy wyposażenia dawnego kościoła miałyby być przeniesione do nowej sali do nabożeństw.
Po długotrwałych dyskusjach pod kierownictwem prof. Moniki Harms udało się wypracować kompromis i budowa została zatwierdzona.
Zakończenie inwestycji planowano na koniec 2009, żeby aula i foyer były gotowe na 600-lecie uniwersytetu, a ostateczne zakończenie budowy na 2010.
6 grudnia 2009 w nowym budynku odprawione zostało pierwsze nabożeństwo.
Oficjalne uroczyste otwarcie nowego kościoła i auli uniwersyteckiej miało miejsce w dniach 1-3 grudnia 2017 roku. W niedzielę 3 grudnia 2017, podczas uroczystego nabożeństwa z udziałem biskupa Ewangelicko-Luterańskiego Kościoła Krajowego Saksonii dr. Carstena Rentzinga dokonano poświęcenia kościoła.

## Galeria

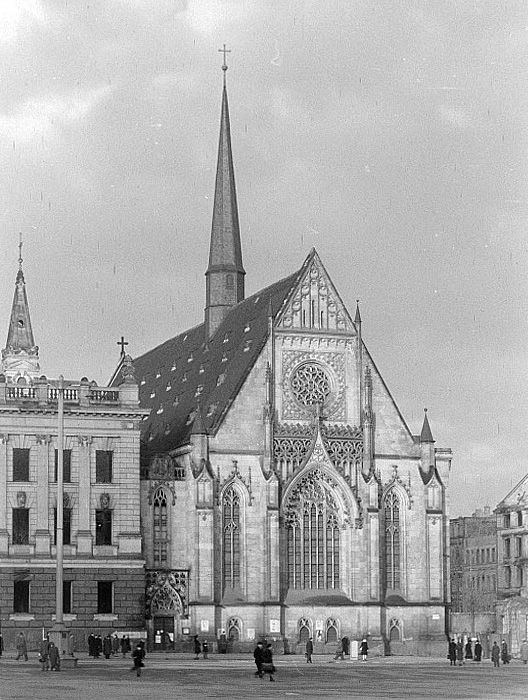
Dawny kościół uniwersytecki
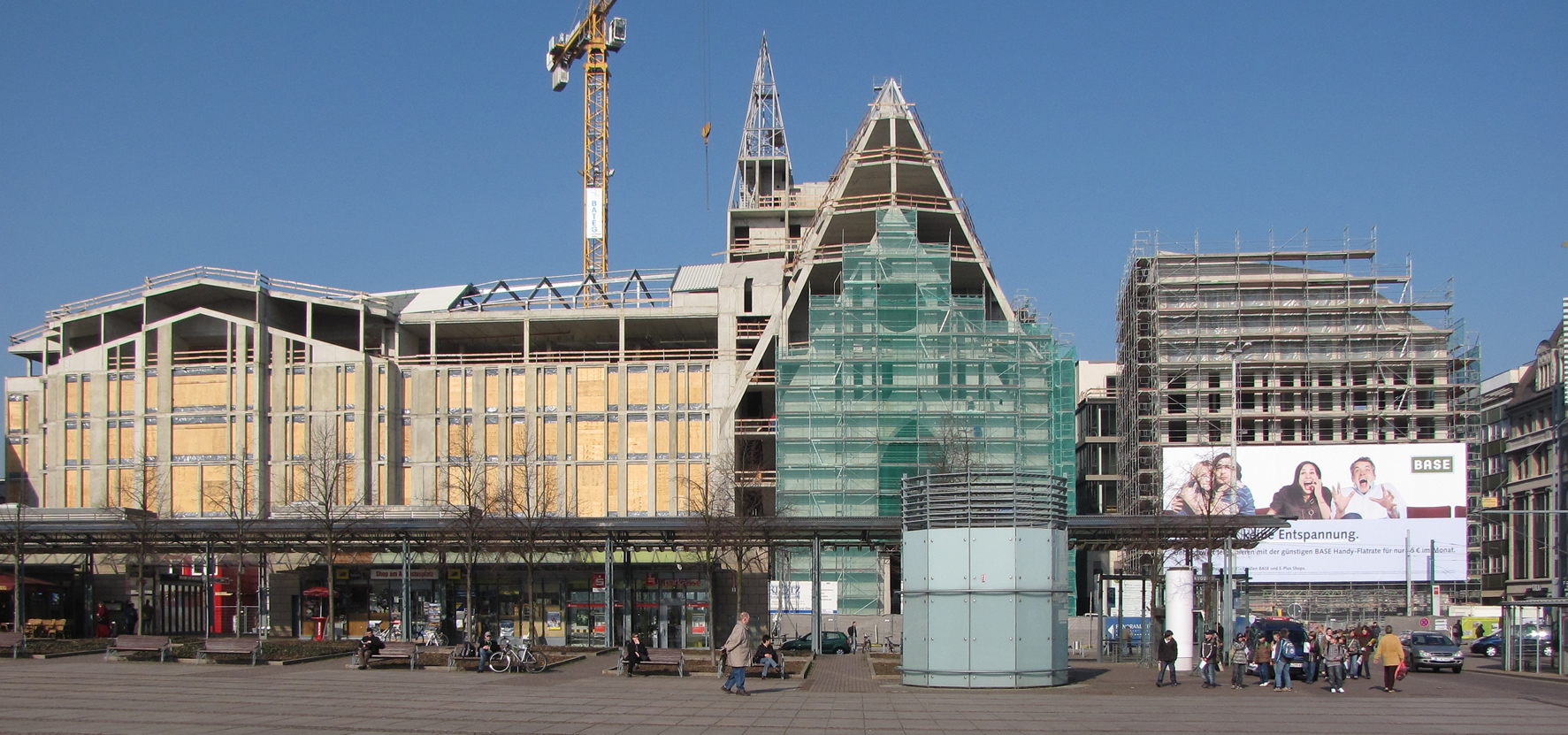
Nowy gmach Paulinum (aula i kościół uniwersytecki) w kwietniu 2009
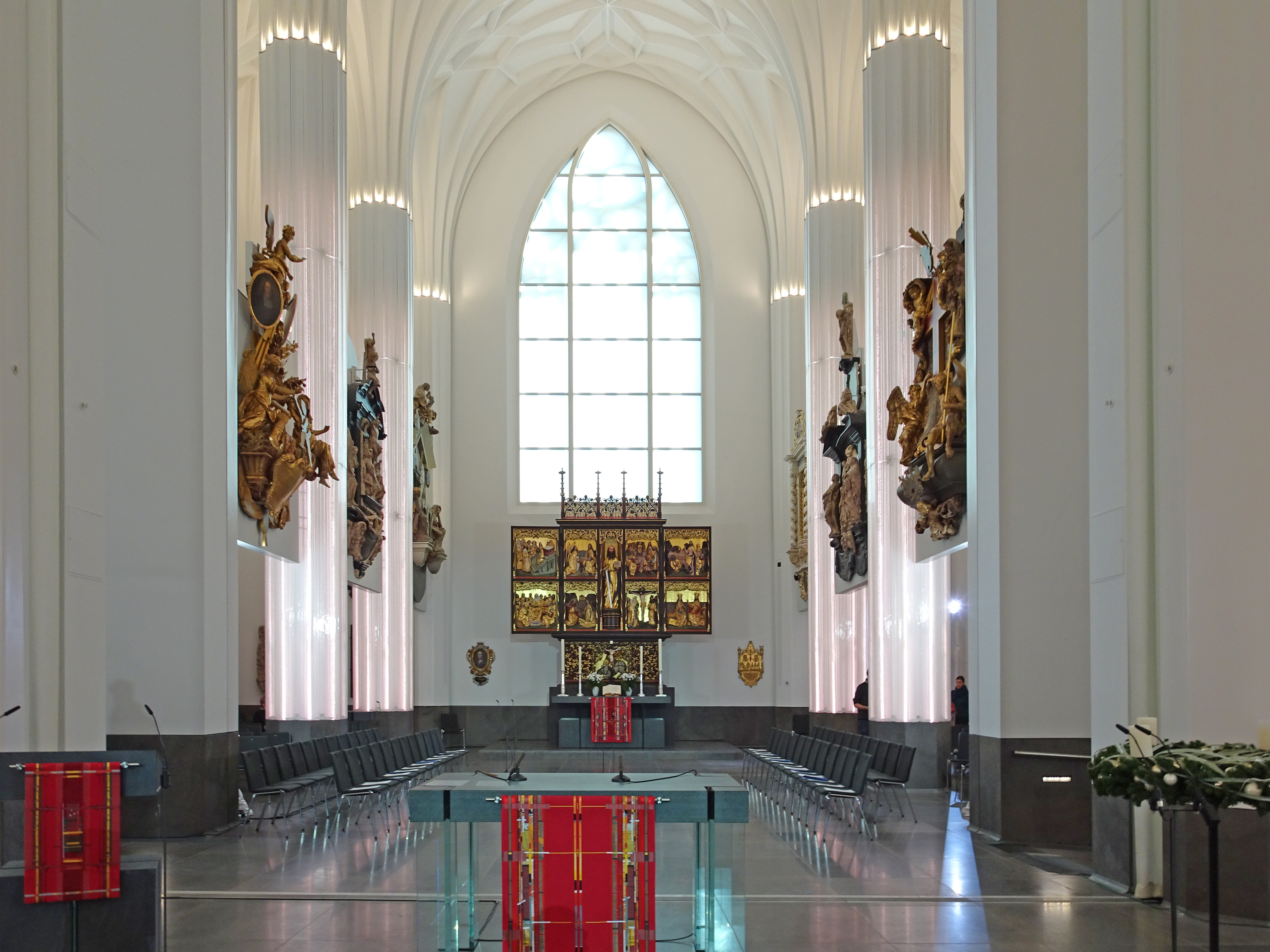
Wnętrze nowego kościoła
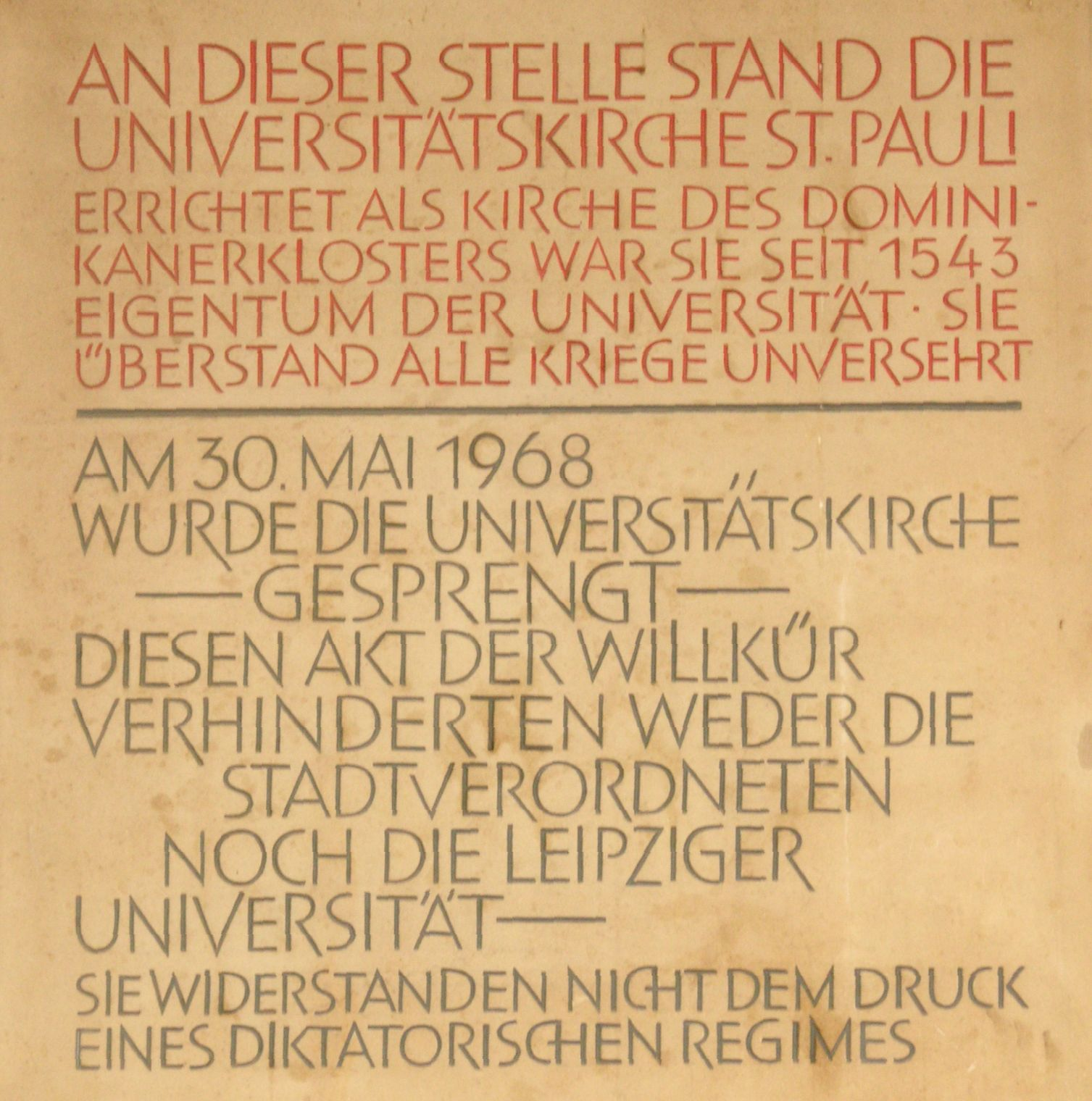
Tablica pamiątkowa na budynku Uniwersytetu